# 12616 Lochner
12616 Lochner è un asteroide della fascia principale. Scoperto nel 1960, presenta un'orbita caratterizzata da un semiasse maggiore pari a 2,6418343 UA e da un'eccentricità di 0,0992582, inclinata di 3,38621° rispetto all'eclittica.